# Direct Stream Transfer
Direct Stream Transfer ist ein für die elektronische Datenverarbeitung digitaler Daten von Philips entwickeltes, verlustfreies Datenkompression-Verfahren. Es ist im Teil 3 des MPEG-4 Standards, ISO/IEC 14496-3, beschrieben.
Verwendung findet es bei der von Sony und Philips propagierten Super-Audio-CD (SACD). Es wird genutzt, um die einzelnen Datenströme (Direct Stream Digital) der SACD verlustfrei zu komprimieren und damit Platz auf der SACD zu sparen. Im Gegensatz zu den verlustbehafteten Kompressionsverfahren (zum Beispiel MP3, AAC, Ogg Vorbis) kann damit der Original-Datenstrom unverfälscht wiederhergestellt werden.
Damit bei der SACD weiterhin ein wahlfreier Zugriff bestehen kann, ist diese Kodierung framebasierend. Dabei werden Verfahren wie adaptive Vorhersage und Entropiekodierung benutzt.
DST erreicht eine Kompressionsrate von bis zu 50 %, was für verlustfreie Kompression von Audiodaten ein sehr guter Wert ist.
Andere verlustfreie Audio-Datenkompressoren sind beispielsweise Windows Media Audio 9 Lossless oder das bei DVD-Audio verwendete Meridian Lossless Packing / Dolby TrueHD, die bei DVD+Audio genutzte lizenzfreie Open-Source-Alternative WavPack sowie Apple Lossless oder der Open-Source-Codec FLAC.